# USMアルジェ
USMアルジェ（Union Sportive de la Médina d'Alger）は、アルジェリアの首都アルジェにホームを置くサッカークラブである。
CAFチャンピオンズリーグにおいて1997年と2003年に準決勝に進んだ。

## タイトル

### 国内タイトル
- リーグ：8回
  - 1963, 1996, 2002, 2003, 2005, 2014, 2016, 2019

- カップ：8回
  - 1981, 1988, 1997, 1999, 2001, 2003, 2004, 2013

- スーパーカップ：2回
  - 2013, 2016

### 国際タイトル
- CAFコンフェデレーションカップ：1回
  - 2022-23

- CAFスーパーカップ：1回
  - 2023

- UAFAクラブカップ：1回
  - 2013

## 歴代所属選手
- ジャメル・ジダン 1967-1972
- マイケル・エネラモ 2005-2006